# Kamilla Bech Holten
Kamilla Mette Bech Holten, geb. Gregersen (* 7. Januar 1972 in Viborg; † 20. September 2008 in Kopenhagen) war eine dänische Moderatorin, Journalistin und Schauspielerin.

## Leben und Wirken
Sie wuchs mit einer älteren Schwester in Viborg auf. Nach ihrem Abitur absolvierte sie von 1990 bis 1993 eine Schauspielausbildung an der Staatlichen Theaterschule in Kopenhagen. Danach war sie vereinzelt als Schauspielerin vor der Kamera und auf der Bühne tätig. Gelegentlich trat sie als Sängerin in mehreren Nachtclubs auf und schrieb Drehbücher für Film-und-Fernsehproduktionen.
Später wechselte sie zum Journalismus und war vor allem als Moderatorin beim Fernsehsender TV 2 tätig. Dort moderierte sie zahlreiche Formate, aber auch über viele Jahre hinweg eine Talkshow, in der sie dänische Politiker im Einzelgespräch zu Gast hatte.
Von 2002 bis 2007 war sie mit dem Opernregisseur Kasper Holten verheiratet. Die Ehe blieb kinderlos.
Kamilla Bech Holten erkrankte im Jahr 2005 an Darmkrebs. Nach einer Operation mit anschließender Bestrahlung war sie wieder genesen. Im März 2008 erlitt sie ein Rezidiv und unterzog sich einer erneuten Behandlung. Sie starb am 20. September 2008 im Alter von nur 36 Jahren an den Folgen ihrer Krebserkrankung in einem Hospiz in Kopenhagen. Ihre Grabstätte befindet sich auf dem Frederiksberg-Ældre-Kirkegård.

## Filmografie
- 1992: Kaerlighedens smerte
- 1997: Mellem brodre
- 2001: Mit liv som Bent (Fernsehserie)
- 2003: Regel Nr. 1